# Анджелакос, Майкл
Майкл Джон Анджела́кос (англ. Michael John Angelakos; род. 19 мая 1987, Нью-Брансуик, Нью-Джерси, США) — американский музыкант, певец, автор песен и музыкальный продюсер греческого происхождения. Наиболее известен как фронтмен индитроник-группы Passion Pit.

## Ранняя жизнь
Анджелакос родился 19 мая 1987 года в городе Нью-Брансуик, штат Нью-Джерси. В возрасте семи лет он организовал свою первую группу Dead Grass, и в качестве личного сувенира сшил себе холщовую сумку-тоут, украшенную изображением горящего луга и раскинувшимися на нём членами группы. Живя в Буффало, штат Нью-Йорк, у Анджелакоса проявился интерес к стилю ска, после чего он создал Cherry Bing. Он также экспериментировал с целым рядом других музыкальных начинаний на протяжении всех лет учёбы в частной дневной школе Николса в Буффало, углубляясь в изучение различных музыкальных форм и композиции, расширяя свою музыкальную хватку; за это время он научился искусно и стремительно воплощать свои музыкальные мысли напрямую в звук. Во время посещения колледжа Эмерсон в 2000-х годах у Анджелакоса развилась любовь к опере, исполнению сопрано, мелодиям из шоу, а также к слоукору; при этом певец продолжал писать партитуры для школьных кинодисциплин.

## Карьера

### Passion Pit (2008 — настоящее время)
Первые песни Passion Pit, которые позже вошли в мини-альбом «Chunk of Change», были написаны Анджелакосом во время учёбы в колледже Эмерсон в качестве запоздалого подарка на День святого Валентина своей тогдашней возлюбленной. Поначалу он писал и исполнял все свои произведения в одиночку, используя ноутбук. После одного из его сольных концертов в Большом Бостоне, Иэн Халткуист, в то время учившийся в музыкальном колледже Беркли, встретился с Анджелакосом и выразил свою заинтересованность в совместном создании и исполнении музыки. Они сформировали группу, которая состояла из Анджелакоса, Халткуиста, Айяда Эл Адами, Тома Пласса (бас-гитара) и Адама Лавински (ударные). Passion Pit в течение длительного времени пыталась выработать для себя оптимальный формат и структуру. Джефф Апраззес и Нейт Донмойер присоединились к группе вскоре после того, как в 2008 году она подписала контракт с инди-лейблом Frenchkiss Records, заменив Пласса и Лавинскии, соответственно. В 2012 году место Адами занял Ксандер Сингх.

### 2007—2009: «Chunk of Change»
16 сентября 2008 года вышел дебютный мини-альбом группы «Chunk of Change». Первыми вошедшими в него четырьмя треками были те, что Анджелакос написал в качестве подарка для своей девушки, ставшие уже популярными во всём кампусе колледжа Эмерсон, где в то время учился начинающий певец, и копии которых он, будучи студентом, самостоятельно создавал и распространял.
Первый и единственный сингл, выпущенный с альбомом («Sleepyhead»), стал объектом большого внимания и был использован во многих медийных кампаниях и рекламных материалах, тогда как клип на эту песню, созданный компанией «The Wilderness», был включён в список «Топ 40 лучших музыкальных клипов» по версии музыкального журнала «Pitchfork». Песня содержит в себе элементы композиции «Óró Mo Bháidín» ирландской певицы и арфистки Мэри О’Хары.
Другие песни из мини-альбома также не остались без внимания. Композиция «Cuddle Fuddle» была использована в качестве саундтрека во 2 и 6 сериях 2 сезона британского ситкома «Переростки», транслировавшегося на телеканале E4, а песня «I’ve Got Your Number» — в рекламе платёжной карты британского провайдера телекоммуникационных услуг О2.

### 2009—2011: «Manners»
18 и 19 мая 2009 года (в Великобритании, и в США и Канаде, соответственно) состоялся релиз первого полноформатного студийного альбома группы под названием «Manners». 18 мая Passion Pit выступила в рок-клубе «Rocks Off» на круизном судне в Нью-Йорке.
С целью добиться особого голосового сопровождения группа пригласила хор PS22 начальной школы в Гранитвилле (Статен-Айленд, Нью-Йорк), который записал голосовые дорожки в студии для трёх песен альбома («The Reeling», «Little Secrets» и «Let Your Love Grow Tall»). Осенью 2009 года первый выпущенный сингл («The Reeling») попал в еженедельный чарт Alternative Songs журнала «Billboard», где в октябре достиг 34-й строчки хит-парада, в то время как третий выпущенный успешный сингл «Little Secrets» попал на 39 строчку. Композиция «Let Your Love Grow Tall» никогда не была выпущена в качестве сингла, но обрела некоторую известность благодаря использованию её в 16 эпизоде 4 сезона комедийного телесериала «Дурнушка Бетти».
Второй сингл альбома «To Kingdom Come» был использован музыкальным онлайн-сервисом Rhapsody в коммерческих целях для рекламирования приложения для iPhone.

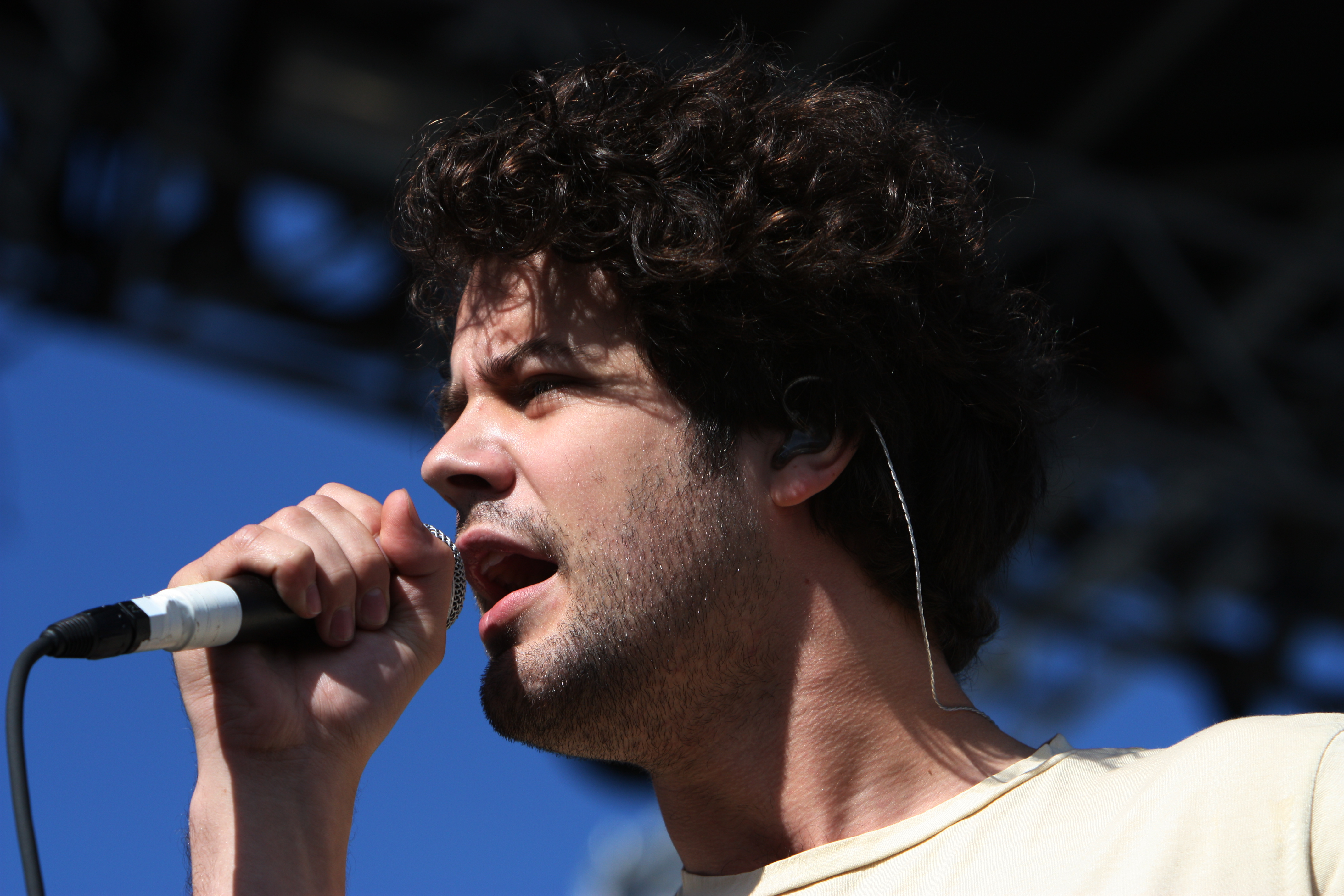
Анджелакос на фестивале на острове Трежер-Айленд, 2009 год.

«Sleepyhead» была единственной песней из альбома «Chunk of Change» вошедшей в «Manners» в качестве бонусного трека. Она продолжает получать известность через рекламные объявления, в которых её используют. Композиция также была использована в 3 сезоне подростковой драмы «Молокососы», а также в последний раз в дебютном трейлере для видеоигры LittleBigPlanet 2, что привело к росту популярности группы среди поклонников и игроков этого платформера.
Песня «Moth’s Wings» была использована в 4 серии 3 сезона подростковой драмы «Сплетница» на телеканале The CW, а также в финальных титрах 36 серии телесериала «Большая любовь» канала HBO. Она использовалась в футбольной видеоигре «FIFA 10» и звучит в фильме «Жизнь, как она есть». Помимо этого трек был использован в качестве фоновой темы для освещения Лиги чемпионов УЕФА спортивным телеканалом Sky Sports и в телесериале «Неуклюжая» на телеканале MTV.
В июне 2009 года группа выступила на Гластонберийском фестивале современного исполнительского искусства в деревне Пилтон (Сомерсет, Англия), на котором свою финальную песню они посвятили хедлайнеру фестиваля британскому музыканту Джарвису Кокеру, который должен был выступать на той же сцене позже в тот же день.
13 апреля 2010 года группа переиздала «Manners» в подарочном формате, который содержал три дополнительных трека: сокращённые версии «Sleepyhead» и «Moth’s Wings», а также кавер-версию песни «Dreams» ирландской рок-группы The Cranberries. Подарочный релиз совпал с продолжением гастролей Passion Pit по Северной Америке.
В июне 2010 года группа выпустила кавер-версию песни «Tonight, Tonight», хита американской альтернативной рок-группы The Smashing Pumpkins, в рамках рекламной акции «Pioneer Sessions» компании Levi’s.
В сентябре 2010 года Passion Pit выступала на разогреве у британской рок-группы Muse во время их осеннего тура по США.

### 2011—2014: «Gossamer»
В августе 2010 года, в интервью английскому музыкальному журналу «New Musical Express», Анджелакос заявил, что уже начата работа над следующим альбомом и что группа намеревается выпустить его весной 2011 года, но позже сообщил, что релиз намечен на начало 2012 года.
24 апреля 2012 года Анджелакос объявил, что альбом будет называться «Gossamer», а его выход состоится 24 июля 2012 года.
7 мая был выпущен первый трек под названием «Take a Walk», а 12 июня — второй («I’ll Be Alright»).
9 июля третий трек «Constant Conversations» был назван «лучшим новым треком» по версии Pitchfork. Он был выпущен с обзором через потоковое вещание. «Gossamer» был официально выпущен 20 июля 2012 года.
13 октября группа выступила на вечерней музыкально-юмористической телепередаче «Субботним вечером в прямом эфире» на канале NBC, исполнив композиции «Take a Walk» и «Carried Away».
Майкл Анджелакос, диджей Kill The Noise и рэпер Fatman Scoop появились в песне «Recess», — второго сингла и заглавного трека дебютного альбома американского музыканта и продюсера Скриллекса. Сингл был выпущен 7 июля 2014 года.

### 2015 — настоящее время: «Kindred»
29 января 2015 года стало известно, что в процессе создания находится новый альбом группы под названием «Kindred». 16 февраля 2015 года состоялся релиз официального трек-листа альбома. Альбом был выпущен 21 апреля 2015 года.

## Личная жизнь
В начале 2013 года Анджелакос женился на Кристи Муччи. 27 августа 2015 года пара объявила о разводе. В интервью Брету Истону Эллису 9 ноября 2015 года Анджелакос совершил каминг-аут как бисексуал.

### Психическое здоровье
16 июля 2012 года Анджелакос разместил на веб-сайте Passion Pit сообщение о том, что группа отменила оставшиеся выступления в рамках тура и приостановила гастроли по причине того, что ему требовалось непрерывное лечение биполярного расстройства. В интервью журналу «Rolling Stone» сообщалось, что соответствующий диагноз Анджелакосу был поставлен в возрасте 17 лет и с тех пор он проходит курс лечения, получает стационарную медицинскую помощь и принимает лекарственные препараты. Два дня спустя Pitchfork в своей главной статье объяснил суть проблем со здоровьем у Анджелакоса и их связь со вторым альбомом группы. Стало известно, что над певцом был установлен надзор с целью предотвращения самоубийства. 4 марта 2013 года «The Huffington Post» сообщило об очевидном выздоровлении Анджелакоса, поскольку 8 февраля 2013 года Passion Pit провели концерт с аншлагом на арене «Мэдисон-Сквер-Гарден» в Нью-Йорке. В статье также приводилось высказывание Анджелакоса о том, что он побывал «в одном из самых лучших мест, в которых он когда-либо бывал». Песня «Lifted Up (1985)» посвящена бывшей супруге музыкант и о том, что она была рядом с ним в тяжёлый период в его жизни.
Совместно со своей компанией «The Wishart Group», соосновательницей Бьянкой Кампьюд и неврологами Дэвидом и Майклом Уэллс, Анджелакос работает над тем, чтобы изменить отношение музыкальной индустрии к психическому здоровью.